# Razstavni center v Šanghaju
Šanghajski razstavni center (kitajsko: 上海展览中心; pinjin: Shànghǎi Zhǎnlǎn Zhōngxīn) ali Šanghajska razstavna dvorana (kitajsko: 上海展览馆; pinjin: Shànghǎi Zhǎnlǎn Guǎn; Shanghainese: Zånhae Zuelae Gue) je razstavni in kongresni center v središču Šanghaja. Stavba je bila zgrajena leta 1955 kot Stavba kitajsko-sovjetskega prijateljstva (kitajsko: 中苏友好大厦) v spomin na zavezništvo med Kitajsko in Sovjetsko zvezo, ime, s katerim mnogi domačini še vedno imenujejo stavbo. Zasnova, ki odraža njeno prvotno ime, močno črpa iz neoklasicistične arhitekture v ruskem in empirskem slogu s stalinističnimi neoklasicističnimi inovacijami.
Stavba je pomembna znamenitost Šanghaja. S 93.000 kvadratnimi metri površine je eden največjih integriranih stavbnih kompleksov v osrednjem Šanghaju. S 110,4 metra (do vrha zvonika) je bila desetletja (1955–1988) najvišja stavba v Šanghaju. Njena glavna fasada, odprt štirikotnik z dovršenim osrednjim stolpom, je obrnjena proti cesti Janan, ki je danes glavna arterija vzhod-zahod v osrednjem Šanghaju, medtem ko je njena sekundarna fasada, stebrišče, obrnjena proti cesti West Nandžing, eni od glavnih trgovskih in komercialnih ulic v Šanghaju.

## Zgodovina
Razstavišče v Šanghaju stoji na mestu, kjer je nekoč živel magnat judovskega rodu iz začetka 20. stoletja, Silas Aaron Hardoon, imenovan vrt Aili, bolj znan kot vrt Hardoon. Hardoon je izkoristil svoj vpliv in položaje v Šanghajski mednarodni naselbini in Šanghajski francoski koncesiji, da je odkupil to veliko parcelo na območju, ki je takrat postajalo prestižna nepremičnina v mestu in leta 1904 začel graditi svojo rezidenco. Vrt Hardoon, dokončan leta 1910 in razširjen leta 1919, je bil dolgo časa največji in najbolj dovršen zasebni vrt v Šanghaju. Do Hardoonove smrti leta 1931 je vrt vključeval gledališče, pagodo, kamniti čoln, šolo, univerzo in akademijo za klasični kitajski jezik in kulturo. Hardoonova žena Liza se je po Hardoonovi smrti umaknila vase, vrt pa je postal zanemarjen. Liza je umrla leta 1941 in je bila pokopana na vrtu. Kasneje istega leta, z izbruhom pacifiške vojne, je bil vrt Hardoon okupiran s strani japonske vojske do konca vojne.
Zanemarjanje in plenjenje s strani japonske vojske med vojno in domačinov po vojni je vrt Hardoon do leta 1949, ko je Kitajska komunistična partija (KPK) prevzela Šanghaj, spremenilo v opustošeno stanje. Ko so Hardoonovi dediči pobegnili iz Šanghaja, je nova vlada vrt zasegla.
Vodstvo KPK se je v začetku 1950-ih odločilo, da bo leta 1955 v Šanghaju organiziralo razstavo o gospodarskih in kulturnih dosežkih Sovjetske zveze v 37 letih od oktobrske revolucije. Leta 1953 je bilo območje vrta Hardoon izbrano za gradnjo nove stavbe, v kateri bo potekala ta razstava.
Stavbo so zasnovali Sergej Andrejev, Čen Dži, Vang Dingdženg in Cai Šjanju. Podobna je glavni stavbi Vsezvezne kmetijske razstave (VSKhV) v Moskvi in Admiraliteta v Leningradu.
Gradnja Stavbe kitajsko-sovjetskega prijateljstva se je začela 4. maja 1954. Stavba je bila dokončana 5. marca 1955. Sovjetska razstava je potekala od 15. marca 1955 do 15. maja 1955.
Leta 1956 je stavba gostila prvo politično srečanje – prvo konferenco Šanghajskega mestnega odbora Kitajske komunistične partije. Do leta 2011, ko so se srečanja preselila v novi razstavni center Expo, je stavba gostila tudi letna plenarna zasedanja Ljudskega kongresa (parlamenta) občine Šanghaj in Ljudske politične posvetovalne konference, s čimer je stavba postala dejanska mestna stavba parlamenta v Šanghaju. Od leta 1959 je v Stavbi kitajsko-sovjetskega prijateljstva gostila tudi stalno industrijsko razstavo, Šanghajsko industrijsko razstavo. V 1950-ih in 1960-ih je veljalo nepisano pravilo urbanističnega načrtovanja, ki mu je sledila šanghajska vlada, da nobena nova stavba ne sme presegati višine rdeče zvezde na vrhu osrednjega stolpa stavbe.
11. maja 1968 se je zaradi kitajsko-sovjetskega razkola ime stavbe spremenilo v Šanghajsko razstavno dvorano. Leta 1978 je Šanghajski industrijski razstavni center postal Šanghajska industrijska razstavna dvorana, zaradi česar sta se za stavbo uporabljali obe različni imeni. 9. junija 1984 so se organi, ki upravljajo stavbo, združili v Šanghajski razstavni center, pod katerim je stavba kasneje postala znana. Šanghajski razstavni center ostaja ime državnega podjetja, ki upravlja stavbo ter njeno razstavno in kongresno dejavnost. Leta 2011 je bila zaključena večja prenova in preureditev, s katero so nadgradili objekte in reorganizirali kompleks s shemo, ki je razstavni prostor osredotočila na južni del kompleksa, konferenčni prostor pa na severni del.

## Razporeditev
Osrednji del zasnove stavbe kitajsko-sovjetskega prijateljstva je osrednji stolp, zasnovan po vzoru stavbe Admiralitete v Sankt Peterburgu. Predstavlja osrednji del glavne, južne fasade kompleksa in je od ulice umaknjen s prostranim trgom. Pod osrednjim stolpom je kupolasta osrednja avla, imenovana Osrednja dvorana (zdaj imenovana sprednja dvorana), ki povezuje tri glavna krila stavbe. Hodniki vzhodno in zahodno od osrednje avle vodijo do dveh kril, ki se razprostirata naokoli in tvorita dve strani odprtega trga v središču glavne fasade. Ti dve krili sta bili zgrajeni kot Kmetijska dvorana in Kulturna dvorana in danes gostita razstavni prostor. Kmetijska in kulturna krila imajo velika stopnišča, ki vodijo obiskovalce med nadstropji. Odprti trg med kmetijskim in kulturnim krilom ima pravokoten bazen in glasbene fontane.
Severno od osrednjega preddverja je največji del kompleksa, osredotočen na pravokotno dvorano velikosti 46 metrov x 84 metrov, ki jo krasi tanka obokana streha z razponom 30 metrov. To je bil prvotno glavni razstavni prostor Industrijske dvorane, ki se danes imenuje osrednja dvorana. Na obeh straneh glavne dvorane ležita dva štirikotnika, obdana z nadaljnjimi razstavnimi in konferenčnimi prostori, ki so bili prej prav tako del industrijskega krila.
Zadnji del kompleksa leži severno od industrijskega krila. Prvotno krilo Kino, zdaj imenovano Dvorana prijateljstva, je zdaj konferenčno krilo kompleksa in predstavlja severni konec kompleksa, spredaj pa ga obdaja sekundarna, severna fasada s stebriščem. V tem delu je gledališče ali kino, spodaj pa jedilnica, ki je bila prvotno zasnovana kot kavarna.

## Umetniško delo
Za stavbo je bil naročen umetniški program, ki so ga izvedli lokalni umetniki pod vodstvom Šanghajskega umetniškega združenja. Čeprav je bila notranja dekoracija skozi leta prenovljena, je veliko originalnih reliefnih skulptur še vedno vidnih v različnih delih kompleksa. Osrednji zvonik krasi izrazita rdeča zvezda, oblikovana po vzoru kremeljskih zvezd. Prvotno je ob vznožju osrednjega stolpa stala monumentalna skulptura, ki je prikazovala kitajskega in ruskega delavca, ki stojita skupaj, vsak s kladivom v roki. Po kitajsko-sovjetskem razkolu so jo odstranili, prostor pa zdaj zaseda bronasti kip delavca, ki drži prepleteno pletenje trakov.
Skozi leta so kompleksu dodali tudi druga umetniška dela. Armanova skulptura Cavalleria Eroica je pred fasado stavbe na ulici Nandžing.